# Tryonia alamosae
Tryonia alamosae é uma espécie de gastrópode da família Hydrobiidae.
É endémica dos Estados Unidos da América.